# کیم ایل (سیاستمدار)
کیم ایل (김일؛ زاده ۲۰ مارس ۱۹۱۰ – درگذشته ۹ مارس ۱۹۸۴) سیاست‌مدار اهل کره شمالی بود. وی از ۲۸ دسامبر ۱۹۷۲ تا ۱۹ آوریل ۱۹۷۶ نخست‌وزیر این کشور بود.
کیم ایل در ۹ مارس ۱۹۸۴، بعد از یک دوره طولانی بیماری در سن ۷۳ سالگی درگذشت.